# Hoa hậu Thế giới 1965

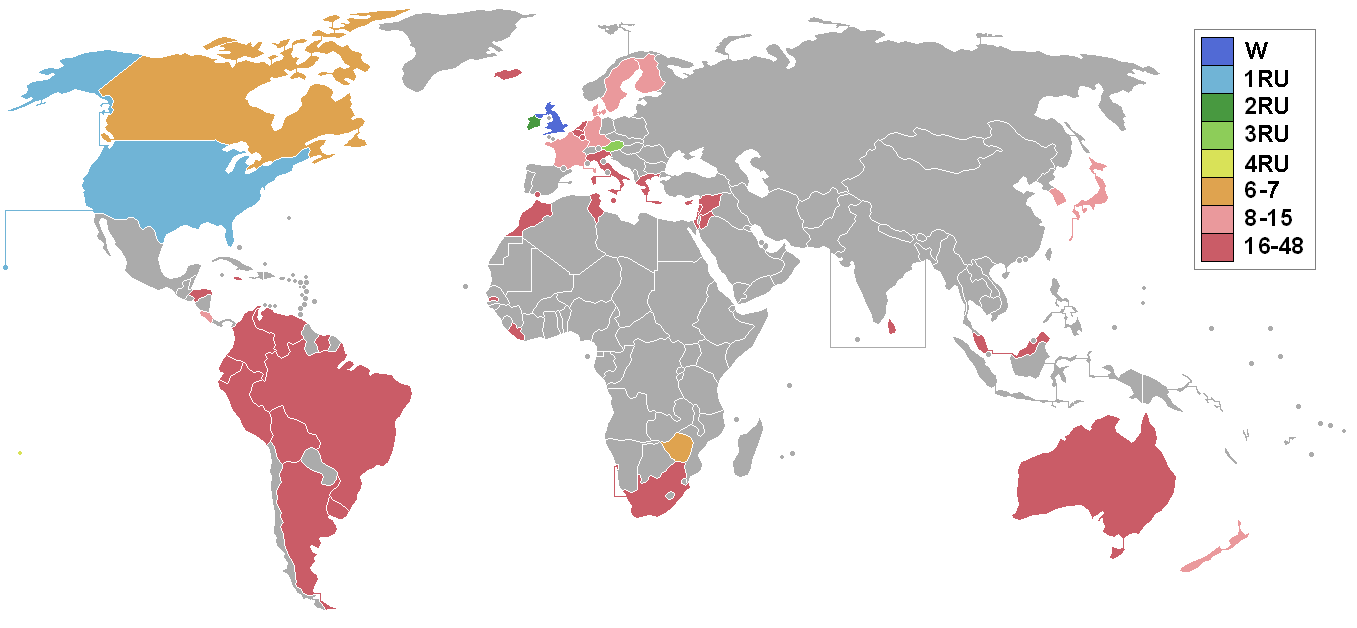
Các quốc gia và vùng lãnh thổ tham dự cuộc thi và kết quả

Hoa hậu Thế giới 1965, là cuộc thi Hoa hậu Thế giới lần thứ 15, người chiến thắng là Lesley Langley từ Vương quốc Anh. Được tổ chức vào ngày 19 tháng 11 năm 1965, tại nhà hát Lyceum, Luân Đôn, Vương quốc Anh.

## Kết quả
| Kết quả               | Thí sinh |
| --------------------- | --- |
| Hoa hậu Thế giới 1965 | - Vương quốc Anh – Lesley Langley |
| Á hậu 1               | - Hoa Kỳ – Dian Parkinson |
| Á hậu 2               | - Ireland – Gladys Anne Waller |
| Á hậu 3               | - Áo – Ingrid Kopetzky |
| Á hậu 4               | - Tahiti – Marie Tapare |
| Top 7                 | - Canada –Carol Ann Tidey - Rhodesia – Lesley Bunting |
| Top 16                | - Costa Rica – Marta Eugenia Escalante Fernández - Đan Mạch – Yvonne Hanne Ekman - Phần Lan – Raija Marja-Liisa Salminen - Pháp – Christiane Sibellin - Đức – Karin Schütze - Nhật Bản – Yuko Oguchi - Hàn Quốc – Lee Eun-ah - New Zealand – Gay Lorraine Phelps - Thụy Điển – Britt-Marie Lindblad |

## Thí sinh
- Argentina - Lidia Alcira Diaz
- Úc - Jan Rennison
- Áo - Ingrid Kopetzky
- Bỉ - Lucy Emilie Nossent
- Bolivia - Gabriela Cornel Kempff
- Brazil - Berenice Lunardi
- Canada - Carol Ann Tidey
- Ceylon - Shirlene Minerva de Silva
- Colombia - Nubia Angelina Bustillo Gallo
- Costa Rica - Marta Eugenia Escalante Fernández
- Síp - Krystalia Psara
- Đan Mạch - Yvonne Hanne Ekman
- Ecuador - Corine Mirguett Corral
- Phần Lan - Raija Marja-Liisa Salminen
- Pháp - Christiane Sibellin
- Gambia - Ndey Jagne
- Đức - Karin Schütze
- Gibraltar - Rosemarie Viňales
- Hy Lạp- Maria Geka
- Hà Lan - Janny de Knegt
- Honduras - Edda Ines Mungula
- Iceland - Sigrun Vignisdóttir
- Ireland - Gladys Anne Waller
- Israel - Shlomit Gat
- Ý - Guya Libraro
- Jamaica - Carol Joan McFarlane
- Nhật Bản - Yuko Oguchi
- Jordan - Nyla Munir Haddad
- Hàn Quốc - Lee Eun-ah
- Liban - Yolla George Harb
- Liberia - Melvilla Mardea Harris
- Luxembourg - Marie-Anne Geisen
- Malaysia - Clara Eunice de Run
- Malta - Wilhelmina Mallia
- Maroc - Lucette Garcia
- New Zealand - Gay Lorraine Phelps
- Peru - Lourdes Cárdenas Gilardi
- Rhodesia - Lesley Bunting
- Nam Phi - Carrol Adele Davis
- Suriname - Anita van Eyck
- Thụy Điển - Britt Marie Lindblad
- Syria - Raymonde Doucco
- Tahiti - Marie Tapare
- Tunisia - Zeineb Ben Lamine
- Vương quốc Anh - Lesley Langley
- Hoa Kỳ - Dianna Lynn Batts
- Uruguay - Raquel Luz Delgado
- Venezuela -Nancy Elizabeth González Aceituno